# Buqui (filho de Abisua)
Buqui (em hebraico: בֻּקִּי); significa "provado"; segundo a Bíblia, foi um Sumo Sacerdote de Israel. 
Aparece descrito como filho de Abisua o filho de Finéias filho de Eleazar filho de Aarão . 
Ele fazia parte da quinta geração de sacerdotes de Israel. E foi o pai de Uzi
Segundo as Crônicas Samaritanas ele é chamado Bahki e seu irmão mais velho Shashai foi Sumo Sacerdote antes dele.
Nos Apócrifos seu nome é listado como Borith (2 Esdras 1:2) ou Boccas (1 Esdras 8: 2). E de acordo com Josefo (Antiguidades dos Judeus 5.10.5; 8.1.3) ele sucedeu seu pai como Sumo Sacerdote.